# Троицко-Голенищевская волость

Московский уезд. Волости и приходы церквей в 1877 году

Троицко-Голенищевская волость (Голенищевская, Троице-Голенищевская) — волость Московского уезда Московской губернии Российской империи, существовавшая в 1861—1917 годах. На северо-востоке граничила с Москвой, на юго-востоке — с Зюзинской волостью, на юге — с Подольским уездом, на западе — со Звенигородским уездом, на севере — с Хорошёвской волостью.
Троицко-Голенищевская волость 3-го стана Московского уезда была образована в 1861 году в ходе крестьянской реформы. Административным центром волости было Троицко-Голенищево, там располагалось волостное правление. В справочной книжке 1890 года отмечалось: «Троице-Голенищевская волость населена крестьянами, занимающимися самым разнообразным промыслом; а именно: садоводством, огородничеством, барышничеством упряжных непородистых лошадей; мастерствами: слесарным, кузнечным, каретным и полотерным; живут в Москве в легковых извощиках; а Мазилово, Давыдково, Фили-Покровское, Воробьевы горы служат дачными местами для небогатых жителей столицы.».
В начале XX века волость была включена в состав 8-го стана Московского уезда. В 1917 году в результате расширения Москвы в состав города вошла часть Троицко-Голенищевской волости. В 1918 году большая часть Троицко-Голенищевской волости была включена в состав Козловской волости, а один населённый пункт вошёл в состав Ленинской волости.
В настоящее время территория Троицко-Голенищевской волости находится в составе Западного, Юго-Западного, Новомосковского округов Москвы и Одинцовского района Московской области.

## Населённые пункты
По состоянию на начало XX века, в состав Троицко-Голенищевской волости входили следующие населённые пункты:
| Вид     | Наименование              | Население | Население | Население | Население | Расстояние до Москвы (вёрст) | Расстояние до волостного центра (вёрст) |
| Вид     | Наименование              | 1852      | 1859      | 1890      | 1899      | Расстояние до Москвы (вёрст) | Расстояние до волостного центра (вёрст) |
| ------- | ------------------------- | --------- | --------- | --------- | --------- | ---------------------------- | --------------------------------------- |
| сельцо  | Аминьево                  | 169       | 251       | 349       | 385       | 9                            | 4                                       |
| село    | Волынское                 |           | 25        |           | 45        | 7                            | 3                                       |
| село    | Воробьёво                 | 262       | 329       | 508       | 696       |                              | 1                                       |
| деревня | Гладышево                 | 140       | 184       | 250       | 266       | 4                            | 1                                       |
| село    | Говорово                  | 99        | 104       | 98        | 118       | 11                           | 8                                       |
| деревня | Давыдково                 | 223       | 243       | 357       | 328       | 6                            | 4                                       |
| деревня | Каменная Платина          | 32        | 70        | 92        | 181       | 5                            | 1                                       |
| село    | Кунцево-Знаменское        | 368       | 445       |           | 98        | 7,5                          | 4                                       |
| деревня | Мамоново                  | 207       | 273       | 350       | 332       | 17                           | 15                                      |
| деревня | Матвеевская               | 247       | 303       | 337       | 399       | 8                            | 4                                       |
| деревня | Михайловская              | 163       |           | 207       | 248       | 14                           | 8                                       |
| деревня | Мазилово                  | 285       | 341       | 501       | 623       | 6                            | 4,5                                     |
| деревня | Марфино                   | 148       | 172       | 168       | 114       | 13                           | 11                                      |
| деревня | Ново-Ивановская           | 107       |           | 116       | 137       | 13                           | 11                                      |
| деревня | Немчиново                 |           | 157       |           | 191       | 16                           | 13                                      |
| деревня | Никольская                | 419       | 500       | 567       | 721       | 10                           | 5                                       |
| деревня | Никулино                  | 104       | 110       | 106       | 721       | 11                           | 7                                       |
| село    | Очаково                   | 297       | 289       | 332       | 682       | 12                           | 7                                       |
| слобода | Потылиха                  |           | 70        |           | 576       | 2                            | 1                                       |
| село    | Орлово                    | 328       | 397       | 326       | 390       | 17                           | 14                                      |
| село    | Покровское-Фили           | 4         | 28        |           | 103       | 4,5                          | 3                                       |
| деревня | Раменки                   | 260       | 314       | 351       | 425       | 8                            | 4                                       |
| село    | Спас, Манухино тож        | 157       | 22        |           | 33        | 1                            | 6                                       |
| сельцо  | Рождествено, Сколково тож | 163       | 216       | 202       | 205       | 15                           | 13                                      |
| сельцо  | Семёновское               | 474       | 568       | 752       | 879       | 4                            | 5                                       |
| деревня | Суково                    | 190       | 214       |           | 194       | 16                           | 13                                      |
| село    | Хорошово, Троекурово тож  | 82        | 60        |           | 77        | 12                           | 8                                       |
| село    | Троицко-Голенищево        | 543       | 565       | 733       | 853       | 3                            |                                         |
| деревня | Терешково                 | 191       | 250       | 315       | 249       | 14                           | 10                                      |
| деревня | Фили                      | 245       | 257       | 313       | 299       | 3,5                          | 3                                       |